# Constancia (documento)
En general, una constancia es un documento en el que se hace constar algún hecho, en ocasiones de modo auténtico o fehaciente. Existen diversos tipos, según qué clase de hecho constaten, el formato, quién lo constata, entre otros.
- Un recibo o constancia de pago: sirve para constatar que se ha pagado por un servicio o producto. Según su formato, puede ser una factura, una boleta, un ticket u otro.
- Una constancia de alumno regular: sirve para constatar que una persona es o ha sido un(a) alumna(o) o un(a) estudiante regular de una institución educacional, es decir, que asiste o asistió regularmente a clases y está o estuvo debidamente registrado(a).
- Una constancia de empleo o constancia de trabajoMi
- de servicios: suele ser elaborada por una institución y sirve para hacer constar que una persona ha estado trabajando o trabajó en esa institución en uno o más puesto(s) y por un tiempo específicos y por salarios determinados.